# ظفر ناشب
الظفر الناشب (بالإنجليزية: Ingrown nail)‏ المعروف أيضا باسم الظفر المغروس باللحم  هو شكل شائع من أشكال أمراض الأظافر. تعتبر هذه هي حالة غالبا مؤلمة لإن الظفر يكون نموه بتجاه الجلد مما يجعل الطبيب يقطع الجزء المغروس في الجلد ويبقى الآخر ولذلك عن طريق إجراء العملية الجراحية.
أغلب حالات الظفر الناشب تكون عادة في إصبع القدم الأكبر. تبدأ حالة المرض بالتهاب ميكروبي في فتحه بجانب الظفر، مما يؤدي إلى تورم الظفر . يمكن أن يحدث هذا المرض في أظافر اليدين أو القدمين، ولكن يحدث بشكل سائد مع أظافر الأقدام.
يحدث الظفر الناشب عن طريق اختراق الظفر اللحم.، السبب الرئيسي يكمن في الأحذية الضيقة والرطبة وتقليم الأظافر بشكلٍ خاطئ.

## العلاج
علاج الظفر الناشب يعتمد على شدته.

### الحالات الطفيفة
في الحالات الطفيفة إلى المعتدلة غالباً ما تعامل بحذر مع الماء الدافئ والملح، ويوضع على الظفر مرهم مضاد للجراثيم ويتم استخدام خيط الأسنان. وأغلب الحالات يُكتفى بالمراهم المضادة للجراثيم.

### الحالات الشديدة
تتم معالجة في حال كان الظفر غارز بشدة بالعملية الجراحية حيث يتم وضع مخدر موضعي للمريض على الظفر بعد تعقيمه ثم يتم قص جزء من الظفر المغروس في اللحم بشكل عامودي وبعدها يوضع للمريض المراهم والأدوية المناسب لكي يلتأم الجرح مره أخرى.